# ماتيا دي ريجو
ماتيا دي ريجو (بالإيطالية: Mattia De Rigo)‏ هو لاعب كرة قدم إيطالي في مركز الهجوم، ولد في 13 مارس 2001 في إيطاليا.

## وصلات خارجية
- ماتيا دي ريجو على موقع قاعدة بيانات كرة القدم.إي يو (الإنجليزية)
- ماتيا دي ريجو على موقع Soccerway.com (الإنجليزية)
- ماتيا دي ريجو على موقع عالم كرة القدم.نت (الإنجليزية)